# Wilfried Sellaye
Wilfried Sellaye – francuski zapaśnik, reprezentujący Reunion, walczący w stylu wolnym. Srebrny medalista igrzysk Wysp Oceanu Indyjskiego w 2007 i brązowy w 1998 roku.